# Coahuayutla de José María Izazaga
Cet article concerne la municipalité. Pour la ville, voir Coahuayutla de Guerrero.
Coahuayutla de José María Izazaga est une des municipalités du Guerrero, dans le sud-ouest du Mexique.
Le siège municipal se trouve à Coahuayutla de Guerrero (en).